# State University of New York Press
State University of New York Press або SUNY Press — американське університетське книжкове видавництво, яке входить до складу Університету штату Нью-Йорк. Розташоване в місті Олбані, штат Нью-Йорк. Засноване 1966 року. Публікує наукові роботи з різних галузей знань. Публікує близько 160–180 книжок на рік і є одним з найбільших університетських книжкових видавництв у США.